# Nick Ponzio
Pour les articles homonymes, voir Ponzio.
Nicholas James Ponzio dit Nick Ponzio (né le 4 janvier 1995 à San Diego aux États-Unis) est un athlète italien, spécialiste du lancer du poids.

## Biographie
Né à San Diego aux États-Unis de parents italiens, il grandit à Temecula, en Californie. Il s'installe en Arizona pour s'entrainer auprès de Ryan Whiting. Il obtient la nationalité italienne le 27 juin 2021.
En 2020, il remporte le meeting du Golden Gala à Rome.
Vainqueur des championnats d'Italie en salle, il se classe deuxième de la Coupe d'Europe des lancers 2022 derrière son compatriote Zane Weir, en établissant un nouveau record personnel en plein air avec 21,83 m. Il termine à la 7e place des championnats du monde en salle.

## Palmarès
| Date | Compétition                    | Lieu     | Résultat | Marque  |
| ---- | ------------------------------ | -------- | -------- | ------- |
| 2022 | Coupe d'Europe des lancers     | Leiria   | 2e       | 21,83 m |
| 2022 | Championnats du monde en salle | Belgrade | 7e       | 21,30 m |
| 2022 | Championnats du monde          | Eugene   | 9e       | 20,81 m |
| 2022 | Championnats d'Europe          | Munich   | 4e       | 20,98 m |

## Records
| Épreuve                    | Temps   | Lieu     | Date         |
| -------------------------- | ------- | -------- | ------------ |
| Lancer du poids            | 21,83 m | Leiria   | 13 mars 2022 |
| Lancer du poids (en salle) | 21,61 m | Belgrade | 7 mars 2022  |